# خالدة للبترول
خالدة للبترول، (بالإنجليزية: Khalda Petroleum Co - KPC) هي إحدى شركات قطاع البترول المصري, والتي تأسست عام 1985 كشركة مساهمة مصرية، وتمتد مناطق امتياز الشركة في شرق البحرية وخالدة وشمال غرب رزاق وجنوب علم الشاويش وغرب كلابشة وغرب كنايس بالصحراء الغربية.

## اندماج خالدة وقارون
في 18 ديسمبر 2021 صدر القانون رقم 157 لسنة 2021 والذي اندمجت بموجبه مناطق الامتياز القائمة عليها شركات:
- خالدة للبترول "KPC" التي تكونت وفقا لاتفاقية الالتزام الصادرة بموجب القانون رقم 9 لسنة 1981.
- قارون للبترول "QPC" التي تكونت وفقا لاتفاقية الالتزام الصادرة بموجب القانون رقم 113 لسنة 1993 وتعديلاته.
- أم بركة للبترول التي تكونت وفقا لاتفاقية الالتزام الصادرة بموجب القانون رقم 155 لسنة 1963 وتعديلاته.
- جنوب أم بركة للبترول "سمبتكو" التي تكونت وفقا لاتفاقية الالتزام الصادرة بموجب القانون رقم 97 لسنة 1987 وتعديلاته.
- أبو غراديق ورزاق للبترول التي تكونت وفقا لاتفاقية الالتزام الصادرة بموجب القانون رقم 15 لسنة 1976.

والتي اندمجت جميعها تحت شركة واحدة هي خالدة للبترول ككيان مشترك بين كل من الهيئة المصرية العامة للبترول وشركة أباتشي.

## مناطق امتياز الشركة

### قارون
قارون للبترول (بالإنجليزية: Qarun Petroleum Co) تأسست عام 1995، وتمتد مناطق امتياز الشركة في مناطق بني سويف ووادي الريان وأكتوبر وبحرية وشرق بحرية وغيرها

#### رؤساء الشركة (قبل الاندماج)
- حسن عقل (1995 - 1998).[2]
- عاطف الصادق صبح (1998 - 2002).[2]
- منير الطوخي (2002 - 2003).[2]
- محمد رفعت خفاجي (2003 - 2003).[2]
- طلعت أسعد (2003 - 2004).[2]
- مدحت كامل (2004 - 2007).[2]
- حسن عبد المنعم (2007 - 2008).[2]
- مصطفى عبد العزيز (2008 - 2009).[2]
- محمد مؤنس (2009 - 2014).[2][3]
- سمير عبادي (2014 - ديسمبر 2015).[2][4]
- محسن النوبي (2015 - 2017).[2][4]
- أشرف عبد الجواد (2017 - حتى الآن).[2][5]

## رؤساء الشركة
- معتز عاطف (أغسطس 2025 - حتى الآن)
- سعيد عبد المنعم (مايو 2020 - أغسطس 2025).[6]
- سمير عبادي (سبتمبر 2019 - مايو 2020).[7]
- خالد موافي.[8]
- محمد عبد العظيم.[9]
- طاهر عبد الرحيم.[10]
- أسامة البقلي.[11]